# Collins-szűrő
A Collins-szűrő egy olyan aluláteresztő jellegű áramkör, amely két kondenzátorból (C1,C2 ), valamint egy tekercsből (L1) áll, Π topológia szerint kapcsolva.
A három áramköri elem olyan párhuzamos rezgőkört alkot, amelynek rezonanciafrekvenciáját az L1 tekercs induktivitása valamint a C1 és C2 kondenzátorok eredő soros kapacitása határozza meg. A látszat ellenére ez nem egy egyszerű aluláteresztő szűrő, hanem impedanciaillesztőként is működik.

## Felépítése, méretezése
Kiinduló paraméterek:
- f0 - üzemi frekvencia (Hz)
- Z1 - bemeneti impedancia (Ω)
- Z2 - kimeneti impedancia (Ω)
- Q - jósági tényező

{\displaystyle \omega =2\pi f_{0}}
{\displaystyle C_{1}={\frac {Q}{\omega Z_{1}}}}
{\displaystyle C_{2}={\frac {C_{1}}{\sqrt {\frac {Z_{2}}{Z_{1}}}}}}
{\displaystyle L_{1}={\frac {QZ_{1}+\omega C_{2}Z_{1}Z_{2}}{\omega (Q^{2}+1)}}}
Az alkatrészek értékei
C1, C2 - kondenzátorok kapacitása (F)
L1 - tekercs induktivitása (H)
A Collins-kör jósága Q = 10...20 között van - a gyakorlatban Q = 12 - 15 körül szokott lenni. Ez az áthangolt sávszélességből és az L/C viszonyokból adódik.

## Alkalmazása
- adóvégfok illesztése tápvonalhoz
- antenna illesztése tápvonalhoz
- mivel jó hatásfokú aluláteresztő szűrőként viselkedik, így a felharmonikus szűrő szerepét is betölti

Beltéri és kültéri antennahangolók is ezt az áramkört használják. A szabályozhatóság érdekében forgókondenzátorokat és csapolt tekercseket használnak, így kézzel szabályozható mind a kondenzátorok kapacitása, mind a tekercs induktivitása.
Programvezérelt, szoftveres vezérlésű automata antennahangolók is erre a kapcsolásra épülnek, a megfelelő induktivitás- és kapacitás értékek kiválasztása relék kapcsolása által történik.